# Aechmea anomala
Aechmea anomala är en gräsväxtart som beskrevs av Lyman Bradford Smith. Aechmea anomala ingår i släktet Aechmea och familjen Bromeliaceae. Inga underarter finns listade i Catalogue of Life.